# أليكس أفيلا
أليكس أفيلا (بالإنجليزية: Alex Avila) هو لاعب كرة قاعدة أمريكي، ولد في 29 يناير 1987 في هياليه في الولايات المتحدة.

## وصلات خارجية
- أليكس أفيلا على موقع دوري كرة القاعدة الرئيسي (الإنجليزية)
- أليكس أفيلا على موقعبيزبول رفرنس.كوم (الدوري الرئيسي) (الإنجليزية)
- أليكس أفيلا على موقعبيزبول رفرنس.كوم (الدوري الثانوي) (الإنجليزية)
- أليكس أفيلا على موقع إي إس بي إن.كوم (أم.أل.بي) (الإنجليزية)
- أليكس أفيلا على موقع مشجعي الرسوم البيانية (الإنجليزية)